# 3,7-cm-Flak M42
Die 3,7-cm-Flak M 42 war eine Flugabwehrkanone der Kriegsmarine im Zweiten Weltkrieg.

## Geschichte
Die Entwicklung der Waffe war 1939 vom Oberkommando Kriegsmarine (OKM) als Schiffs-Bordwaffe gefordert worden. Der Entwicklungsauftrag wurde an Rheinmetall vergeben.
Es wurde ein Vollautomat (Rückstoßlader) entwickelt, der die Eigenschaften einer Schnellladekanone haben sollte. Durch die Anordnung der Bauteile (Selbstspanner, Verschlussbeweger, Patronenzuführung, Patronenansetzer und der selbsttätigen Abfeuerung) war ein ununterbrochenes Feuern möglich. Die Munitionszufuhr erfolgte über Rahmen mit 5 Granatpatronen.
Der eigentliche Zeitpunkt der Einführung lässt sich aus den Unterlagen kaum ermitteln. Die Vorschrift WB 950 vom 21. September 1943 führt die Einzelteile der Waffe detailliert auf.
Es kamen verschiedene Lafetten zum Einsatz:
- 3,7-cm-Flaklafette LM 42 (Rheinmetall-Borsig)
- 3,7-cm-Flaklafette LM 43 (Rheinmetall-Borsig)
- 3,7-cm-Doppellafette DLM 42 (Rheinmetall-Borsig)
- 3,7-cm-Flaklafette C/36
- 3,7-cm-U-Bootlafette C/39

Ab 1944 kam auch bei der Kriegsmarine verstärkt die 3,7-cm-FlaK 43 zum Einsatz und die Fertigung der M 42 lief aus.

## Einsatz
Der bekannteste Einsatz dürfte der auf den U-Booten des Typ VII C sein. Doch die Kriegsmarine setzte diese Waffe auf allen verschiedenen Fahrzeugen (Boote und Schiffe) ein.